# Мргани
Мргани (итал. Morgani) је насељено место у Републици Хрватској у Истарској жупанији. Административно је у саставу општине Канфанар.

## Географија
Мргани се налазе на северној страни Лимске драге на путу који из Канфанара води поред Двиграда до Св. Ловреча Пазенатичког. Становници се углавном баве пољопривредом.

## Историја
Постанак Мргана веже се уз миграционе процесе током којих су у XVI и XVII веку новопридошле породице основале низ насеља на подручју Драге (Ладићи, Коренићи, Бурићи, Марићи итд.). Име села долази од презимена Морган, које се на овом подручју први пут помиње на почетком XVII века. Унутар села налазе се и поједини споменици који су некад припадали Двиграду, од којих треба поменути камену плочу с приказом две птице и уклесаном годином 1245.
Праисторијски локалитети Градина над Лимом и узвишење Марозула у близини Мргана сведоче о раној насељености ширега подручја. Приликом изградње пута Окрети—Медаки јужно од Мргана пронађена је већа количина античких ископина (фрагменти амфора и керамике).

## Становништво
Према попису становништва из 2011. године у насељу Мргани било је 35 становника који су живели у 17 породичних домаћинстава.
Кретање броја становника по пописима 1857—2001.
| година пописа   | 1857. | 1869. | 1880. | 1890. | 1900. | 1910. | 1921. | 1931. | 1948. | 1953. | 1961. | 1971. | 1981. | 1991. | 2001. | 2011. |
| Број становника | 562   | 572   | 156   | 153   | 192   | 241   | 0     | 472   | 207   | 198   | 142   | 85    | 82    | 49    | 45    | 35    |

Напомена: У 1857. i 1869. садржи податке за насеље Барат а у 1857, 1869. i 1931. за насеља Червари, Дубравци, Јурал, Кореници и Ладићи. До 1931. исказивано под именом Моргани.